# Živanice
Živanice (en allemand : Schiwanitz) est une commune du district de Pardubice, dans la région de Pardubice, en République tchèque. Sa population s'élevait à 1 013 habitants en 2024.

## Géographie
Živanice se trouve à 11 km à l'ouest-nord-ouest de Pardubice, à 21 km au sud-ouest de Hradec Králové et à 87 km à l'est de Prague.
La commune est limitée par Neratov au nord, par Lázně Bohdaneč et Černá u Bohdanče à l'est, par Pardubice au sud, et par Přelouč et Přelovice à l'ouest.

## Histoire
La première mention écrite de la localité date de 1226.

## Galerie

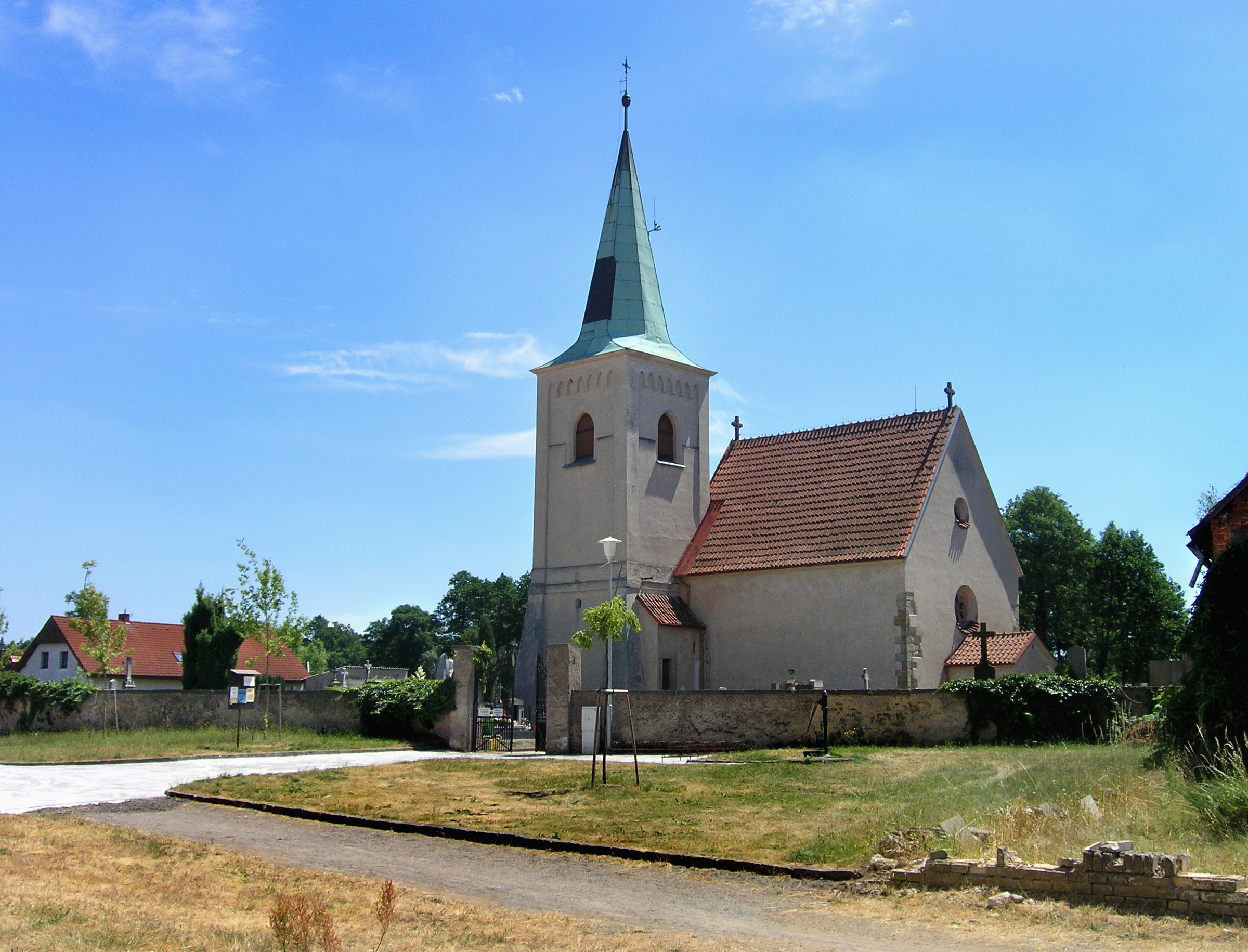
Église de l'Annonciation.
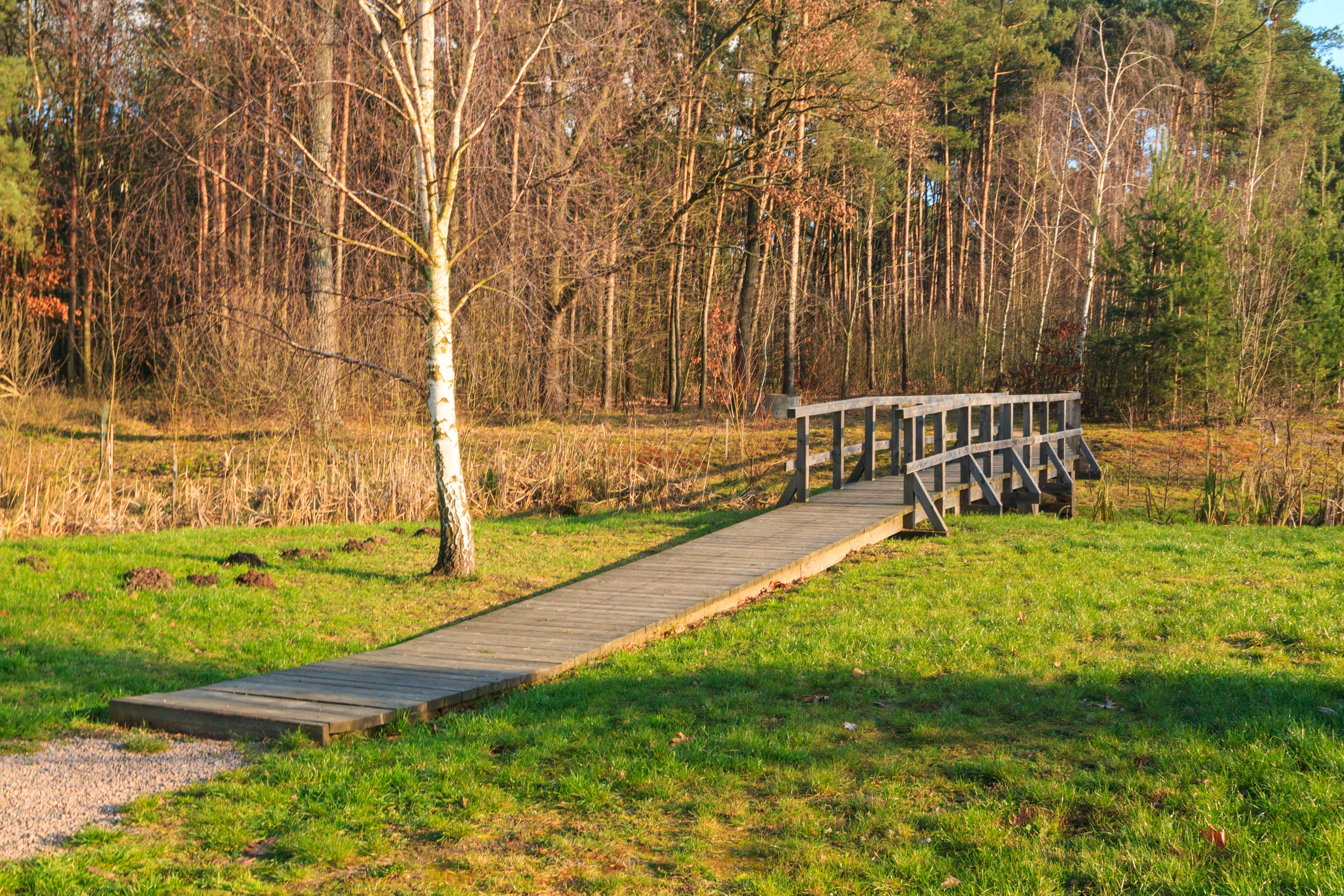
Rivière Bukovka près de Živanice.

## Administration
La commune se compose de trois sections :
- Dědek
- Nerad
- Živanice

## Transports
Par la route, Živanice se trouve à 8,5 km de Přelouč, à 13 km de Pardubice et à 105 km de Prague. 